# イスラエル回復党
イスラエル回復党（イスラエルかいふくとう、ヘブライ語: חוסן לישראל, Hosen L'Yisrael）は、イスラエルの政党である。「イスラエルの回復力」ともいう。

## 概要
イスラエル国防軍の元参謀総長であったベニー・ガンツにより2018年12月に設立された。2019年2月、ガンツが主導する政党連合「青と白」の一部となった。2019年4月に執行された設立後初の選挙第21回イスラエル議会総選挙に政党連合「青と白」の一部として参加した。

## 沿革
2018年9月、ガンツは法の規定により参謀総長退任後、3年間クネセトに立候補できない期間が解除され、国政に進出することを表明。12月27日、前日にクネセトが解散されたことを受けて、選挙管理委員会に109名の名簿とともに「イスラエル回復党」を政党登録した。
2019年1月29日、リクードを離党した元国防相であるモーシェ・ヤアロン率いる新党「テレム」（国民政治運動）と政党連合を締結することで合意。
2月7日には第1次候補者名簿7名を発表した。2月16日、イスラエルの労働組合ナショナルセンターであるヒスタドルート（イスラエル労働総同盟）議長のアビ・ニッセンコーンを選挙名簿に掲載することを公表。
2月21日、中道勢力の結集を果たすため、イェシュ・アティッドと政党連合「青と白」を形成することを発表。
4月の第21回イスラエル議会総選挙で「青と白」はリクードと並ぶ35議席を獲得。大統領は右派・宗教政党で過半数を獲得したリクードのベンヤミン・ネタニヤフに組閣を要請した。しかしネタニヤフは組閣に失敗。青と白に組閣要請をさせないため、再びクネセトを解散した。
2019年9月の第22回クネセト選挙ではガンツの青と白が33議席で第一党に、リクードが32議席になった。大統領は議員の推薦票が多かったリクードのネタニヤフに組閣を要請し、リクードと青と白の大連立をするよう求めたが、ネタニヤフは今回も過半数を束ねることができなかった。続いて大統領はガンツに組閣を要請したが、これも過半数を束ねることができなかった。期限が来て、また議会の解散と総選挙が決まった。
2020年3月の第23回クネセト選挙ではリクードが36議席で第一党に、ガンツの青と白が32議席になった。大統領は議員の推薦票が多かったガンツに組閣を要請したが、今回も過半数を束ねることができなかった。混乱は続いたが、しかし、COVID-19に対応するためにガンツはリクードと連立政権を作ることを決めた。ガンツのこの決定に反発して、ヤイル・ラピドが率いる政党イェシュ・アティッドとモーシェ・ヤアロンが率いる政党テレムは政党連合青と白を離脱した。2020年5月にネタニヤフとガンツの政権(第35代政府)が成立した。これで青と白は与党になった。この政権ではネタニヤフが首相を1年半務めたあと、交代してガンツが首相を1年半務めることになった。第35代政府も1年保たずに崩壊し、また総選挙を行うことになった。
2021年3月の第24回クネセト選挙ではリクードが30議席で第一党になった。青と白は8議席だった。大統領はネタニヤフに組閣を要請したが、今回も過半数を束ねることができなかった。次に大統領は17議席で第二党のイェシュ・アティッドの党首のヤイル・ラピドに組閣を要請、ラピドはナフタリ・ベネットが率いる7議席の政党ヤミナをイェシュ・アティッドを中心としたブロックに加えることで過半数を得て、6月13日にベネットとラピドの政権(第36代政府)が成立した。青と白は与党になった。
2022年7月、青と白のガンツと新しい希望(ニューホープ)のギドン・サールは次の選挙のために「青と白ニューホープ」という政党連合を作った。のちに無所属としてガディ・エイゼンコットとマタン・カハナが加わって国民統一(ナショナルユニティ)という政党連合になった。
2022年11月の第25回クネセト選挙ではリクードが32議席で第一党になった。リクードを中心とした右翼ブロックは合わせて64議席で過半数になり、2022年12月に第6次ネタニヤフ内閣(第37代政府)が成立した。政党連合国民統一は12議席(イスラエル回復6とニューホープ4と無所属2)で、野党になった。
2023年8月28日、党名を「イスラエル回復」から「青と白・イスラエル回復」に変更した。
2023年10月7日にハマスやイスラム聖戦がイスラエルに侵入して攻撃したあと、この事態に対処するため野党を招き入れる挙国一致内閣が検討され、政党連合国民統一はこれに参加することになった。ベニー・ガンツとガディ・エイゼンコットは戦時内閣に参加できたが、サールは参加できなかった。サールは安全保障内閣にのみ参加していて、より重要な決定に関わるために自身も戦時内閣に入れるよう要求していたが叶えられなかったため、新しい希望(ニューホープ)は2024年3月12日に政党連合国民統一を離脱し、3月25日に安全保障内閣から離脱した。新しい希望(ニューホープ)は4議席、政党連合国民統一は8議席(イスラエル回復6と無所属2)になった。政党連合国民統一も6月9日に戦時内閣を離脱し、野党に戻った。6月16日に戦時内閣は解散された。

## 政策綱領

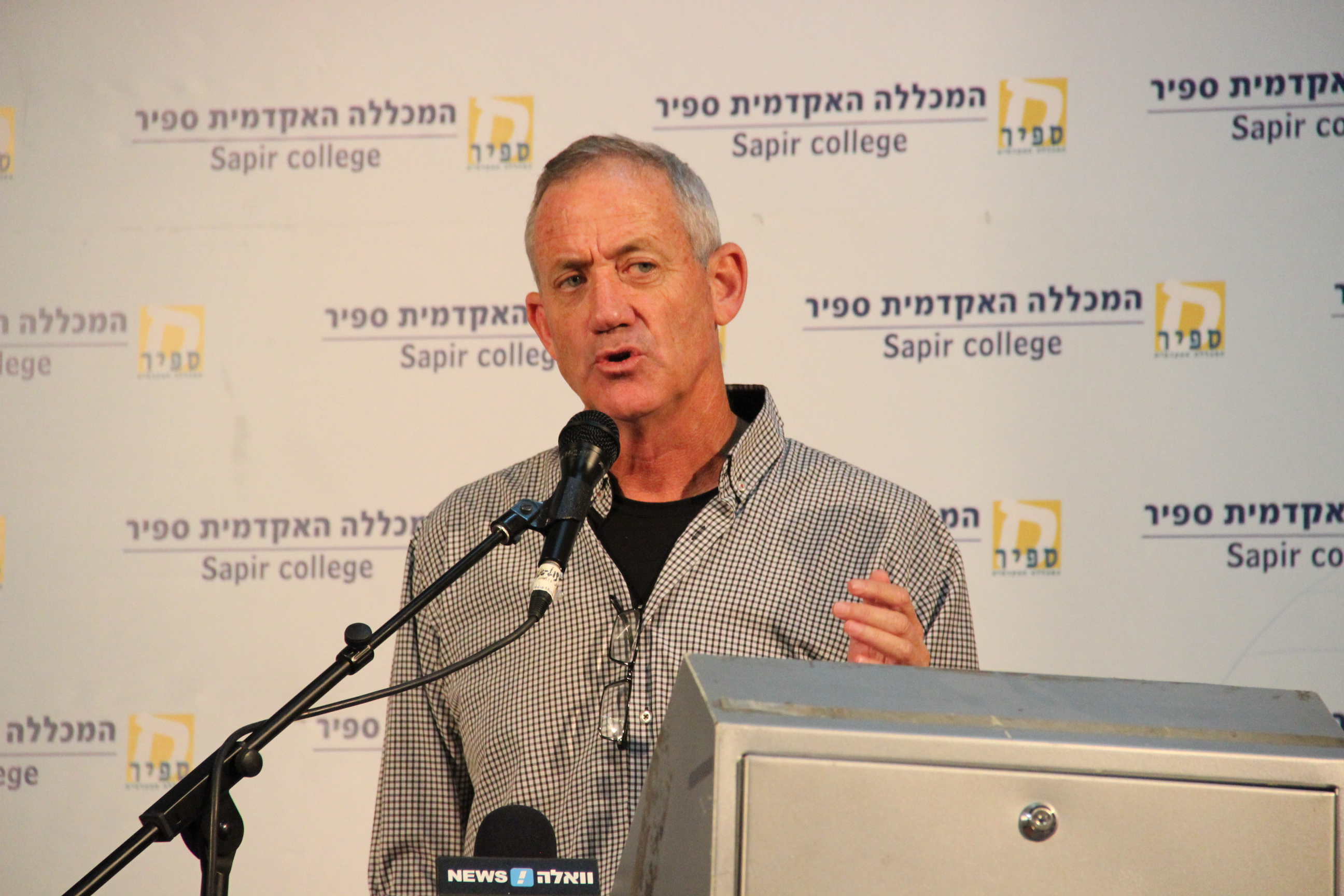
ベニー・ガンツ（2015年）

## 選挙結果
| 選挙     | 党首           | 得票数                                   | %                                        | 議席数   | +/–      | 地位                                        |
| -------- | -------------- | ---------------------------------------- | ---------------------------------------- | -------- | -------- | ------------------------------------------- |
| Apr 2019 | ベニー・ガンツ | 政党連合「青と白」の一部として           | 政党連合「青と白」の一部として           | 15 / 120 | 新党     |                                             |
| Sep 2019 | ベニー・ガンツ | 政党連合「青と白」の一部として           | 政党連合「青と白」の一部として           | 15 / 120 | 増減なし |                                             |
| 2020     | ベニー・ガンツ | 政党連合「青と白」の一部として           | 政党連合「青と白」の一部として           | 15 / 120 | 増減なし | 与党                                        |
| 2021     | ベニー・ガンツ | 292,257                                  | 6.63 (#4)                                | 8 / 120  | 7        | 与党                                        |
| 2022     | ベニー・ガンツ | 国民統一(ナショナルユニティ)の一部として | 国民統一(ナショナルユニティ)の一部として | 6 / 120  | 2        | 野党 (2023年10月まで)                       |
| 2022     | ベニー・ガンツ | 国民統一(ナショナルユニティ)の一部として | 国民統一(ナショナルユニティ)の一部として | 6 / 120  | 2        | 戦時内閣の与党(2023年10月から2024年6月まで) |
| 2022     | ベニー・ガンツ | 国民統一(ナショナルユニティ)の一部として | 国民統一(ナショナルユニティ)の一部として | 6 / 120  | 2        | 野党 (2024年6月から)                        |

1. ↑  政党連合青と白を構成する唯一の政党として